# Arjopa
Arjopa, bürgerlich Arjopa Limburg (* 1969 in Berlin), ist eine deutsche Khoomei-Kehlsängerin, Multiinstrumentalistin, Komponistin und  Multimediakünstlerin.

## Leben
Arjopa (tibetisch für Pilgerin) wurde nach dem Buch Arjopa – Mein Weg durch Himmel und Hölle von Alexandra David-Neel benannt.
Über das Berliner Phonogramm-Archiv des Ethnologischen Museums kam sie in ihrer Jugend mit den schamanischen Kehlgesängen der Völker in Tuwa der Altai-Region, und der Mongolei in Berührung.
Nach einer klassischen Gesangsausbildung, einem Schauspielstudium und dem Studium des Ausdruckstanzes bei Lotti Huber wendete sich Arjopa 1988 zunächst dem Jazz und dann dem tuwinischen Khoomei-Kehlgesang und der Komposition eigener Weltmusikstücke und Electrofolk/Electrojazz Chansons zu.
In den frühen 1990er Jahren traf Arjopa tuwinische  Kehlgesangsmeister, die sie einluden im Ursprungsland den Khoomei-Kehlgesang weiter zu studieren.
Seit 1990 bereiste Arjopa mehrfach die Mongolei und die südsibirische Republik Tuwa.
2003 wurde sie vom Kulturministerium in Kysyl als einziges nicht-tuwinisches Mitglied in die Jury vom internationalen Khoomei Competition berufen. Weitere Mitglieder waren Albert Kuvezin von der Band Yat-Kha und Kongar-ool Ondar.
Gemeinsam mit Gründungsmitgliedern der Krautrock-Bands Guru Guru und Embryo (Band), unter anderen Edgar Hofman, entstanden Mitte der 1990er Jahre erste CD-Aufnahmen.
1999 erschien beim Frankfurter Verlag Zweitausendeins das Lehrbuch mit CD „Arjopa - Choomii, das mongolische Obertonsingen“.
Seit 2000 spielt Arjopa ihren Trance-Siberian-Khoomei-Sound (Ethno-Jazz mit Kehlgesang) solo und mit wechselnden Musikern Konzerte in Deutschland, Tuwa, Russland, China, Tschechien, Polen, Türkei, Italien und Rumänien.
Gemeinsam mit dem Berliner Filmemacher, Musiker/Musikproduzenten „The Master U-like“  (Ulike  Glumbik)  performt Arjopa Multimedia Shows.
Seit den späten 1990er Jahren ist Arjopas Stimme bei verschiedenen Hörspielen, Soundscapes & Klang/Videoinstallationen
der Künstlerinnen Iris Disse, Jenna Sutela (Finnland) und Brigitta Muntendorf (ORBIT – 2023 Biennale di Venezia) zu hören.
Arjopa ist auch als Malerin tätig und hat ihre „Shamanic Pop Art“ in Berlin, Potsdam, Shenzen, Guangzhou,  Ulaanbaatar und Kyzyl ausgestellt.

## Diskografie
- 1998: Groove along with dong (mit Uli Trepte´s Movegroove) Schneeball Records
- 1999: Choomii – Das Mongolische Obertonsingen Zweitausendeins
- 2000: Screaming Mamas / HR Giger (Hörspiel von & mit Iris Disse) SfB
- 2001: Witch Wings (Didges News, Payuta & Friends) JARO
- 2003: Tuva Backstage (Musik zum Buch) Zweitausendeins
- 2005: That’s Arjopa
- 2008: Khoomei Sapiens